# Bocci-Bocci
Col termine Bocci-Bocci, curiosa deformazione linguistica che vede una contaminazione del termine "bolscevismo" con la locuzione fiorentina "fare i cocci" (rompere tutto), a Firenze e in Toscana furono ricordati i tumulti annonari del 1919, i moti contro il caroviveri che tra la primavera e l'estate di quell'anno segnarono in Italia l'inizio del cosiddetto "biennio rosso".